# Guatteria acutissima
Guatteria acutissima är en kirimojaväxtart som beskrevs av Robert Elias Fries. Guatteria acutissima ingår i släktet Guatteria och familjen kirimojaväxter. Inga underarter finns listade i Catalogue of Life.